# Andrí Vovk
Andrí Bohdànovitx Vovk (en ucraïnès: Андрі́й Богда́нович Вовк; Lviv, 22 de novembre de 1991) és un jugador d'escacs ucrainés que té el títol de Gran Mestre Internacional des del 2009. És germà d'Iuri Vovk.
A la llista d'Elo de la FIDE del gener del 2020, hi tenia un Elo de 2602 punts, cosa que en feia el jugador número 18 (en actiu) d'Ucraïna. El seu màxim Elo va ser de 2.654 punts, a la llista d'abril de 2015.

## Resultats destacats en competició
Va començar a jugar escacs el 1998. El 2006 va obtenir el títol de MI i el de GM el 2009. Va obtenir la medalla de plata en el campionat d'Ucraïna Sub-20, el campió fou el seu germà.
El 2008 fou tercer a la Copa Transkarpathian jugat a Mukàtxevo (el campió fou Darmén Sadvakàssov). El 2009 fou segon al torneig Hogeschool Zeeland jugat a Vlissingen. El 2010 fou campió al torneig Internationale Deutsche Jugendmeisterschaft jugat a Rosenheim.
El 2011 fou segon al Memorial Vassilixin, el 2012 subcampió al memorial Oliver Gonzalez i vencedor del Sommer-Open jugat a Baden-Baden, el 2013 guanyà l'Obert d'Andorra, el 2014 fou tercer a l'Obert de Neckar (Alemanya) i segon a l'obert de Karpos (Macedònia). El juliol de 2015 fou subcampió de l'Obert d'Andorra amb 7½ punts de 9 (el campió fou Julio Granda).
El febrer del 2016 fou 2-8è (cinquè en el desempat) del 32è Obert Cappelle-la-Grande amb 7 punts de 9, els mateixos punts que Eduardo Iturrizaga, Christian Bauer, Mhamal Anurag, Artur Iussúpov, Krishnan Sasikiran i Kaido Külaots (el campió fou Gata Kamsky). El maig de 2016 guanyà l'Obert de Salento en solitari amb 7 punts de 9, mig punt per davant de Oskar Wieczorek i Edwin van Haastert.